# Mariyala, Chamarajanagar
Mariyala là một làng thuộc tehsil Chamarajanagar, huyện Chamarajanagar, bang Karnataka, Ấn Độ.